# Fumiko Nakajō
Fumiko Nakajō (中城ふみ子, Nakajō Fumiko), née Noe Fumiko (野江富美子) le 25 novembre 1922 à Obihiro, Hokkaidō et morte le 3 août 1954 à Sapporo, est une poétesse japonaise waka. Elle meurt à l'âge de 31 ans après une vie turbulente et une longue lutte contre le cancer du sein, les deux thèmes majeurs de son œuvre poétique.
Des mémoriaux lui sont dédiés au sanctuaire de Tokachi Gokoku, à côté du sanctuaire d'Obihiro et derrière la salle du mémorial du centenaire d'Obihiro.

## Film
Maternité éternelle (乳房よ永遠なれ, Chibusa yo eien nare), l'histoire de Fumiko Nakajō, film en N.B réalisé en 1955 par Kinuyo Tanaka avec Yumeji Tsukioka, Ryōji Hayama et Yōko Sugi, produit par Nikkatsu.